# Glass-Steagall Act

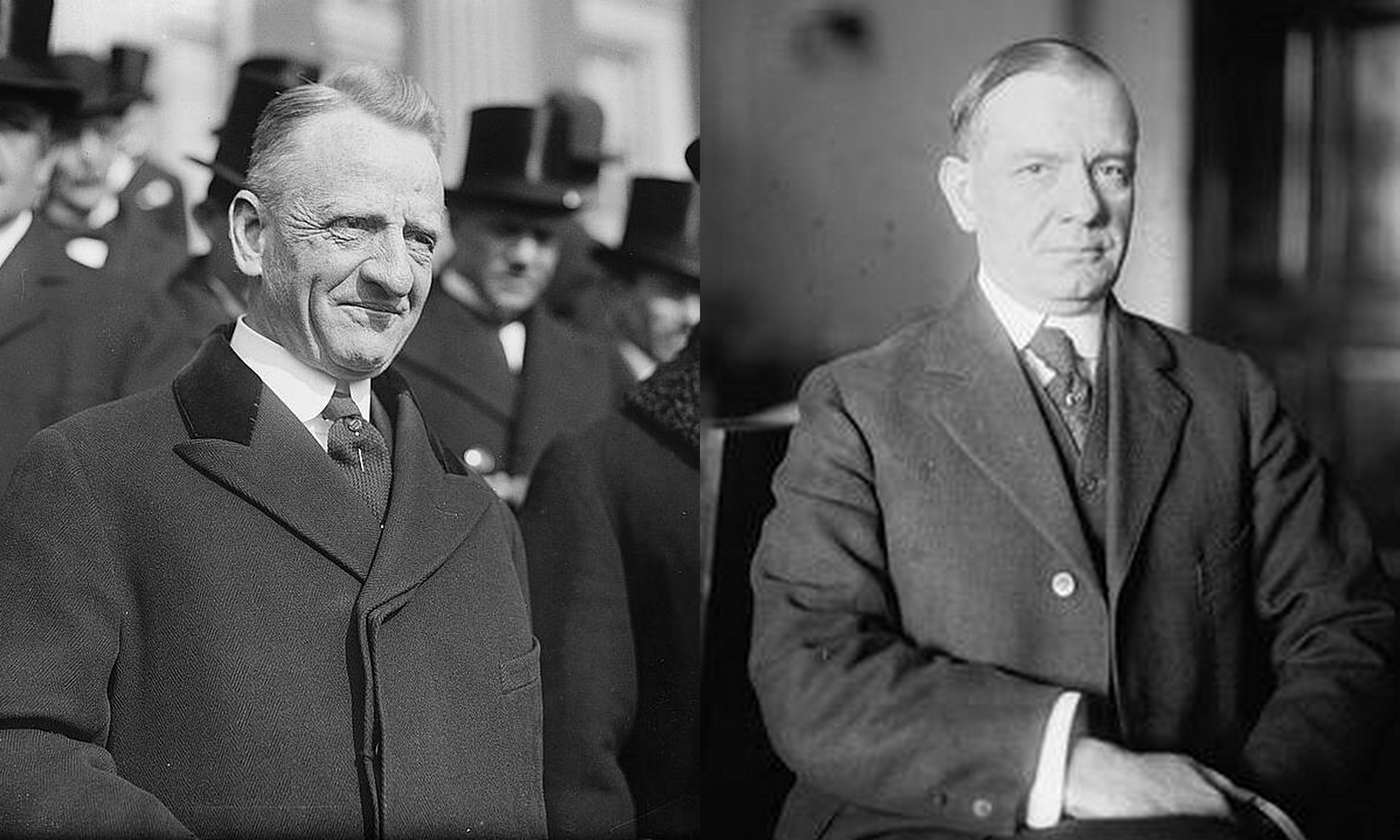
Carter Glass (D-VA) e Henry B. Steagall (D-AL), promotori della legge

La legge bancaria del 1933 (Banking Act) fu inserita all'interno della più ampia Glass-Steagall Act (dal nome dei suoi promotori, il senatore Carter Glass e il deputato Henry B. Steagall), e fu la legge federale che istituì la Federal Deposit Insurance Corporation (FDIC) negli Stati Uniti d'America e introdusse riforme bancarie, alcune delle quali sono state progettate per controllare la speculazione finanziaria.

## Storia
Il Glass-Steagall Act del 1933 (da non confondere con un'omonima legge dell'anno prima) fu la risposta del Congresso degli Stati Uniti d'America alla crisi finanziaria iniziata nel 1929 che all'inizio del 1933 mise in ginocchio numerose banche statunitensi.

## Il contenuto
La legge bancaria Glass-Steagall mirava a introdurre misure per contenere la speculazione da parte degli intermediari finanziari e prevenire le situazioni di panico bancario.
- La prima misura fu quella di istituire la Federal Deposit Insurance Corporation con lo scopo di garantire i depositi e prevenire eventuali corse allo sportello e ridurre il rischio di panici bancari.
- La seconda misura prevedeva l'introduzione di una netta separazione tra attività bancaria tradizionale e attività bancaria di investimento. In base alla legge, le due attività non poterono più essere esercitate dallo stesso intermediario, realizzandosi così la separazione tra banche commerciali e banche di investimento.

La ratio di tale ultimo provvedimento era quella di evitare che il fallimento dell'intermediario comportasse altresì il fallimento della banca tradizionale: in questo modo, si impediva, di fatto, che l'economia reale fosse direttamente esposta al pericolo di eventi negativi prettamente finanziari. Per via della sua successiva abrogazione nel 1999, nella crisi del 2007 è accaduto proprio questo, quando l'insolvenza nel mercato dei mutui subprime, iniziata nel 2006, ha scatenato una crisi di liquidità che si è trasmessa immediatamente all'attività bancaria tradizionale, in quanto quest'ultima è in commistione con l'attività di investimento, in questo caso immobiliare.

## Abrogazione della legge nel 1999
A partire dagli anni Ottanta, il sistema bancario ha cercato di convincere il Congresso ad abrogare il Glass-Steagall Act. Nel 1999 il Congresso, a maggioranza repubblicana, approvò una nuova legge bancaria promossa dal Rappresentante Jim Leach e dal Senatore Phil Gramm, promulgata il 12 novembre 1999 dal Presidente Bill Clinton, nota con il nome di Gramm-Leach-Bliley Act. La nuova legge ha abrogato le disposizioni del Glass-Steagall Act del 1933 che prevedevano la separazione tra attività bancaria tradizionale e investment banking, senza alterare le disposizioni che riguardavano la Federal Deposit Insurance Corporation.
L'abrogazione ha permesso la costituzione di gruppi bancari che, al loro interno, permettono, seppur con alcune limitazioni, di esercitare sia l'attività bancaria tradizionale sia l'attività assicurativa e di investment banking. Ad esempio, in previsione dell'approvazione del Gramm–Leach–Bliley Act il gruppo bancario Citicorp annunciò e portò a termine la fusione con il gruppo assicurativo Travelers.
Dopo la Grande recessione del 2008, durante la presidenza Obama si tentò di ripristinare almeno parzialmente la Glass-Steagall con il Dodd-Frank Act.